# 鈴木啓之 (牧師)
鈴木 啓之（すずき ひろゆき、1955年11月 - ）は、日本の牧師、ミッション・バラバ伝道者、NPO「人生やりなおし道場」の道場長、「ふるさと志絆塾」の塾長、府中刑務所教誨師。元暴力団員で、映画「親分はイエス様」のモデルの一人になる。

## 経歴

### 初期
1955年(昭和30年)11月大阪市天王寺区の病院で、製薬工場の経営者を父として生まれ、生野区で幼少期を過ごす。 両親は創価学会の会員の教学の最高位の『教授』であり、鈴木も幼少期から大石寺の例会などに行っていた熱心な創価学会会員だった。
天王寺区の私立高興國高校商業科に進学する。中退して、ラーメン屋でバイトを始める、翌4月に経理学校に入学するが、半年で退学して、建設関係の仕事をする。

### 暴力団員時代
1972年(昭和47年)頃、暴力団とのトラブルに巻き込まれたことがきっかけになり、酒梅組５代目組長谷口正雄の甥の紹介で、酒梅系の組織に入会する。 有名な博打打ちとして、大阪で暗躍し年間20億円以上を稼ぐこともあり、週刊誌で紹介されたこともあった。
1975年(昭和50年)頃、暴力団同士の抗争の後に、警察の捜査を逃れるために瀬戸内海岸に潜伏し、砂利船の作業に従事する。半年後大阪に戻り、最初の結婚をする。 1980年頃、警察に出頭し、暴行と器物損壊、ひき逃げの罪で実刑判決を受け、奈良少年刑務所で服役する。1985年頃、3回の抗争に関連して、凶器準備集合、暴力行為で2回目の実刑判決を受けて、大阪刑務所に収監される。

### 博打打ち時代
賭博で3億の借金を負ったことで、組に迷惑をかけまいと思い組に破門状を出してもらい、フリーの博打打ちになる。組長から3000万を預けられ、抗争資金の捻出を依頼される。
2度目の、懲役刑が終わって出所した直後に、大阪のコーリャン・クラブで働いていた韓国人女性(現在の鈴木夫人)に出会う。 その韓国人女性が不慮の事故で、膝の皿を割り全治三カ月と診断された。しかし、彼女自身と教会のいやしの祈りにより奇跡的に回復する。この奇跡を見て、キリストの力を博打で生かそうと思い自ら教会に出席するようになる。
そして、1988年(昭和63年)12月5日の教会で結婚式を挙げる。
奇跡的に3億の借金を清算することができたが、1990年(平成2年)3月、他の組の親分から預かった活動資金を博打に使い込んだことから再び命を狙われる身となる。
大阪から逃亡し、東京都新宿の歌舞伎町に愛人と共に潜伏するようになる。逃亡生活のストレスで不整脈、慢性疲労症候群、自律神経失調症などを患い、通院するが、自殺を考えるほどに追い詰められる。逃亡生活から9か月目の12月に近所の新大久保にある東京中央教会 という韓国人系の教会に駆け込む。 駆け込んで3日目の礼拝でに日本人副牧師の平塚正弘 から「誰でも変わることができる」と声をかけられて回心する。 すぐに、新幹線で大阪に戻り妻と再会する。

### 神学生時代
1991年(平成3年)1月東京渋谷区本町の家で妻子と同居し、東京中央教会に通うようになる。
1991年4月に東京中央教会の 東京中央神学院 に入学する。神学の学びを続けながら、6月からは生活費のために神学校同級生と共に工事現場で働くようになる。7月に『ジェリコ・ジャバン』の聖歌隊に参加する。
その時、メッセンジャーだったアーサー・ホーランドと松沢秀章の影響を受けて、新宿で路傍伝道をするようになる。 その時、同じく新宿で伝道をしていたアーサー・ホーランドと親しくなり、十字架行進の話が決まる。1992年春の神学校2年生の時に、半年間の休学届を出し沖縄から十字架行進を始める。北海道宗谷岬まで行き、1992年のジェリコ・ジャパンの大阪集会で十字架行進は終了する。その後、杉並区下井草のマンションに住み、建設現場に復帰し、神学校の学びを再開する。
1993年(平成5年)の夏休みに韓国を訪問し、釜山から板門店まで十字架行進を行う。行進中に毎日韓国の教会で集会を開く。元従軍慰安婦などにも謝罪をする。また、夫人の実家にも訪れる。
1993年の暮れに、鈴木ら7人の元ヤクザとアーサー・ホーランドと松沢秀章らが「ヤクザ・フェローシップ」という聖書研究会を始める。それが、改称しミッション・バラバという伝道団体になる。2007年まで鈴木が代表を務める。

### 牧師時代
1994年(平成6年)3月神学校を卒業すると錦糸町にある韓国系教会『ハレルヤ東京教会』に牧師に迎えられる。 1994年11月にはミッション・バラバのメンバーと北米の伝道旅行に出かける。その活動がアメリカ合衆国の日系人新聞『羅府新報』や『オークデール・リーダー』などのマスコミに取り上げられ、日本でも毎日新聞などで取り上げられる。
船橋市東船橋で支教会の開拓伝道を始め、ハレルヤ所望(ソマン)教会を発足させる。ハレルヤ教会の活動が軌道に乗ると、1995年頃から開拓伝道を始め、1995年10月31日にシロアム・キリスト教会が設立され、アーサー・ホーランド、小坂忠らに按手礼を受ける。
1998年3月アメリカ合衆国ワシントンD.C.のヒルトンホテルで開催された、ビル・クリントン大統領(当時)も出席する『朝食祈祷会』(英:National prayer breakfast)に出席し昼餐会でスピーチをする。
2001年に劇場公開された映画『親分はイエス様』では、鈴木がモデルの一人になった。2003年には、進藤龍也(現在・[罪人の友]主イエス・キリスト教会牧師)ら元暴力団員が住みこむ。そのことがきっかけになり、もと暴力団員らが、人生をやり直すための共同生活所の『やりなおしハウス』が誕生する。
2004年3月に鈴木は府中刑務所の教誨師に任命される。2008年9月にシロアム・キリスト教会は会堂を船橋市東船橋より千葉県柏市へと移転する。2009年3月にはNPO法人「人生やり直し道場」を設立し、道場長になり、2010年9月には柏市五條谷に新会堂を建設し、教会堂を移転する。
現在、シロアム・キリスト教会 主任牧師、「人生やりなおし道場」の道場長、ふるさと志絆塾の塾長などで幅広い活動を行っている。

## 教会のアクセス
シロアム・キリスト教会は、千葉県柏市五條谷にあり、同施設には「人生やりなおし道場」を併設している。そこから巣立った牧師・宣教師も多数いる。
また分教会として、北海道札幌市のすすきのに「シロアムクリストチャーチ」をオープンしている。

## 著書
- 「愛されて、許されて」(2000年10月、雷韻出版刊。書籍コード：ISBN 4-947737-20-4)
- 「誰だって人生をやり直せる」（2001年4月、飛鳥新社刊。書籍コード：ISBN 4870314584）